# Кутруджа
Кутруджа (на гръцки: Κοτρωνιά) е село в Западна Тракия, Гърция, дем Софлу.

## География
Селото е разположено на 25 км западно от Софлу.

## История
В 19 век Кутруджа е българско село в Софлийска кааза на Одринския вилает на Османската империя. Според статистиката на професор Любомир Милетич в 1912 година в селото живеят 50 български екзархийски семейства и 50 семейства помаци.